# Turčianska Štiavnička
Turčianska Štiavnička és un poble i municipi d'Eslovàquia que es troba a la regió de Žilina, al centre-nord del país.

## Demografia
| Godina             | 1994 | 2004    | 2014    | 2024   |
| ------------------ | ---- | ------- | ------- | ------ |
| Nombre de persones | 715  | 804     | 920     | 999    |
| Diferència         |      | +12,44% | +14,42% | +8,58% |

| Godina             | 2023 | 2024   |
| ------------------ | ---- | ------ |
| Nombre de persones | 981  | 999    |
| Diferència         |      | +1,83% |